# Orijentacija
 Ovo je glavno značenje pojma Orijentacija. Za druga značenja pogledajte Orijentacija (razdvojba).
Orijentacija je snalaženje u prostoru - određivanje mjesta na površini Zemlje (stajne točke) na kojoj se promatrač nalazi.

## Porijeklo riječi
Riječ orijentacija potiče iz francuske riječi orienter, prema latinskom oriens (izlazak Sunca, vidi Orijent) u značenju smjer prema istoku.
Do kasnog srednjeg vijeka karte moreplovaca bile su usmjerene na istok, a zgrade u sakralnoj arhitekturi imale su položaj istok-zapad.
Immanuel Kant svojim djelom "Što znači: orijentiranje u razmišljanju?" (Was heißt: sich im Denken orientieren?) doprinio je proširenju značenja riječi, tako da se pojam orijentacija danas ne koristi više samo u geografskom smislu, već i u smislu određivanja mjesta i pravaca u različitim područjima ljudske djelatnosti.

## Geografska orijentacija
Geografska orijentacija predstavlja određivanje sjevera, odnosno utvrđivanje glavnih strana svijeta. To se može raditi pomoću instrumenata (kompas), nebeskih tijela i pojava i oznaka na zemljištu.

### Orijentacija pomoću kompasa
Kompas je navigacijski instrument za orijentaciju. Njegov osnovni dio je pokretna magnetna igla, čiji se jedan pol (istaknut bojom i/ili oblikom strelice) uvijek okreće prema sjeveru. Na kompasu su obilježene glavne strane svijeta - sjever (N), istok (E), jug (S) i zapad (W). Kućište kompasa se okreće dok se oznaka N ne poklopi sa sjevernim polom magnetne igle.
Često se koristi i riječ busola (tal. bussola). Ovaj pojam se koristi mahom u mjernoj tehnici za označavanje preciznog kompasa.
U nedostatku kompasa, orijentirati se može i nekom od pomoćnih metoda:

### Orijentacija pomoću sunca i sata
Položaj Sunca na nebu se može koristiti za orijentaciju ako je doba dana približno poznato. Ujutro se Sunce nalazi približno na istoku i kreće se naviše. Zatim se spušta i zalazi približno na zapadu (točno na istoku ili zapadu samo za vrijeme ravnodnevice).
U podne, za vrijeme ravnodnevice, za promatrače koji su na sjevernoj polutki, Sunce se nalazi na jugu, odnosno, za promatrače koji su na južnoj polutki nalazi se na sjeveru. U ostalo doba godine, promatrači između obratnica moraju uzeti u obzir godišnja doba, tj. moraju znati da li se Sunce nalazi sjeverno ili južno od ekvatora. Učinkovitost ove metode opada s približavanjem ekvatoru.
Za nešto točnije određivanje sjevera može poslužiti analogni sat. Sunce prividno obilazi oko Zemlje za 24 sata, a mala kazaljka sata za isto vrijeme načini 2 kruga (kod uobičajenog sata s podjelom na 12 sati). Mala kazaljka usmjeri se prema Suncu, to će nam biti jedna stranica kuta. Druga stranica će biti pravac iz centra sata kroz oznaku za 12 sati. Simetrala tog kuta pokazivat će smjer prema jugu ako je promatrač na sjevernoj polutki, odnosno prema sjeveru ako je promatrač na južnoj polutki. Ako se orijentacija vrši tijekom ljetnog računanja vremena, umjesto 12, uzima se 1 sat kao druga stranica kuta.
Točnost i kod ove metode opada s približavanjem ekvatoru. Također, na točnost utiče mjesto promatrača u vremenskoj zoni - širina zone je 15°.

### Orijentacija noću
Astronomija nudi točniju metodu za orijentaciju noću. Os Zemlje usmjerena je prema sjajnoj zvijezdi Sjevernjači (Polaris). Ova zvijezda vidljiva je sa sjeverne polutke za vedrih noći.
Sjevernjača se nalazi u zviježđu Mala kola (Ursa minor). Za pronalaženje Sjevernjače najlakše je locirati zviježđe Velika kola (Ursa major) - zviježđe je blizu horizonta. Uočiti dvije zvijezde na kutovima na suprotnoj strani od "ruda" (na slici: α-Dubhe i β-Merak). Peterostruku duljinu između tih zvijezda nadovezati u smjeru Malih kola (više na nebu, prema zenitu). Zvijezda na kraju ruda Malih kola je Sjevernjača.

### Orijentacija prema oznakama na zemljištu
Oznake na zemljištu obuhvaćaju čitav niz raznih objekata koji se mogu koristiti u cilju orijentacije:
- Strane svijeta u šumi se mogu odrediti prema kori drveća. Kora je tamnija sa sjeverne strane. Obično se pruža tamna pruga od zemlje do vrha i uočljivija je na pozadini svjetlije kore. Osim toga, kora je hrapavija sa sjeverne strane.
- Četinjače s južne strane luče više smole nego sa sjeverne.
- Sjeverne strane drveća, krovova i zidova zgrada sa sjeverne strane su hladniji i s te strane su obrasli gljivama, mahovinom i lišajevima.
- Krajem zime moguća je orijentacija prema snijegu - na padinama, uvalama i usamljenom drveću snijeg se duže zadržava sa sjeverne strane.

## Topografska orijentacija
Topografska orijentacija se sastoji u određivanju stajne točke promatranjem i uočavanjem karakterističnih objekata na zemljištu i upoznavanju topografskih elemenata. Zatim se vrši usporedba s elementima na topografskoj karti.

## Taktička orijentacija
Taktička orijentacija se izvodi nakon geografske i topografske orijentacije u sklopu zapovjednog izviđanja. Obuhvaća upoznavanje s borbenom situacijom i utvrđivanje rasporeda svojih i snaga neprijatelja. Služi za procjenu situacije.

## Športska orijentacija
Orijentacijski šport je pojedinačno ili timsko natjecanje koje kombinira orijentaciju i utrkivanje. Cilj natjecatelja je što prije stići do zadanog cilja na (obično) nepoznatom terenu, koristeći geografsku i topografsku orijentaciju. Športska orijentacija je dio programa obuke izviđača i planinara.
Hrvatski orijentacijski savez (tada u osnivanju) primljen je u punopravno članstvo Međunarodne orijentacijske federacije (IOF) 1992. u Švicarskoj, a službeno je osnovan tek 2005. nakon što je djelovao u okviru Hrvatskog planinarskog saveza.

## Vanjske poveznice
- Edukativni članak o orijentaciji u prostoru  Arhivirana inačica izvorne stranice od 21. rujna 2017. (Wayback Machine)
- Orijentacija na web stranici www.scoutpark.net  Arhivirana inačica izvorne stranice od 19. travnja 2010. (Wayback Machine)
- Kjetil Kjernsmo's illustrated guide on How to use a compass - Orijentacija bez kompasa